# درق (مرند)
درق هي قرية في مقاطعة مرند، إيران. عدد سكان هذه القرية هو 359 في سنة 2006.